# Pesvice
Pesvice (německy Pöswitz) jsou obec se 198 obyvateli v Ústeckém kraji v okrese Chomutov. Nacházejí se 4,5 km východně od okresního města Chomutov ve východní části okresu a nadmořské výšce okolo 340 metrů. Po většinu své historie byly součástí chomutovského a později červenohrádeckého panství. Ve druhé polovině dvacátého století patřily jako místní část k Otvicím a samostatnou obcí se znovu staly roku 1990.

## Název
Původní název vesnice vznikl pravděpodobně z osobních jmen Bož nebo Božej ve významu ves lidí Božových (Božejových). V historických pramenech se jméno vesnice vyskytuje ve tvarech: Beswicz (1290), Pezewicz (1371), Besbycz (1402), Bezwicz (1405), Pezwicze (1571), Pöschwicz (1591), Peswicze (1606), Pöszwicze (1622), Pöswitz nebo Peswitz (1787) a Pößwitz nebo Peßwitz (1846).

## Historie
Vesnice vznikla u obchodní stezky zvané Míšeňská silnice, která spojovala Chomutovsko s Litoměřicemi. Její průběh sleduje účelová komunikace, která vede po rozvodí mezi Chomutovkou a Bílinou jižně od Pesvic, Všestud a Sušan. Cesta dále pokračovala k Moravěvsi, u které se stočila na sever k Lovosicím a Litoměřicím. Cesta tvoří jižní hranici katastrálního území.
První písemná zmínka o vesnici pochází z roku 1290, kdy chomutovský měšťan Jindřich Wüstehove odkázal platy z pesvických statků chomutovské komendě řádu německých rytířů. S odkazem souhlasila vdova Adléta i další příbuzní. Roku 1325 je uváděn pesvický rychtář Konrád, do jehož obvodu působnosti patřily kromě dalších také Všehrdy. Pesvice patřily řádu většinu čtrnáctého století, ale od roku 1371 byla vesnice zastavována a zpět vyplacena až v roce 1405. Po bitvě u Grunwaldu v roce 1410 řád nebyl schopen splácet své závazky. Jeho oslabení využil král Václav IV., a zabavil mu téměř celý majetek. Vesnici spravovala královská komora, která ji zastavovala různým majitelům. Ve druhé polovině patnáctého století vesnice patřila Janu Caltovi z Kamenné Hory. Vesničané zřejmě museli vyzbrojit a zaplatit rotu šestnácti vojáků, kteří bojovali v Caltově žoldnéřském vojsku. Ke svým panstvím ji postupně připojili také páni z Veitmile i Lobkovicové, kteří sídlili v blízkém Chomutově.
V období náboženské reformace se v okolí začalo rozšiřovat luteránství. Arcivévoda Ferdinand II. Tyrolský, kterému chomutovské panství patřilo v letech 1560–1571, luterány potlačoval. Další majitelé, Bohuslav Felix Hasištejnský z Lobkovic a jeho syn Bohuslav Jáchym, však sami byli luterány, a jejich víra se znovu začala šířit. Vesnické hospodářství tehdy postihlo chomutovské výlučné právo prodávat pivo ve vesnicích, které patřily k panství. V roce 1588 vesnici získal spolu s Chomutovem Jiří Popel z Lobkovic, který zahájil důslednou rekatolizaci. Podporovali ji chomutovští jezuité, kterým museli Pesvice odvádět roční dávku 27 kop a pěti grošů. Po mocenském pádu Jiřího Popela z Lobkovic v roce 1593 byl jeho majetek rozdělen a rozprodán. Pesvice v té době byly součástí Všestud a žilo v nich 18 poddaných. Vesnice byla ohodnocena částkou přesahující 3 602 grošů. Spolu s dalšími statky ji koupil Adam Hrzán z Harasova a připojil ji k červenohrádeckému panství. Jeho synové podpořili v roce 1619 krále Fridricha Falckého a o rok později byli po bitvě na Bílé hoře odsouzeni ke ztrátě celého majetku. Zdislav Haras z Harasova si však dokázal naklonit císařského komisaře knížete Karla z Lichtenštejna, díky kterému většina majetku obou bratrům zůstala.
Berní rula z roku 1654 zaznamenala špatný stav vesnice. Domy byly zchátralé a žili v nich pouze čtyři sedláci a deset chalupníků. Dohromady měli šestnáct potahů, 29 krav, sedmnáct jalovic, devatenáct ovcí, třicet prasat a dvacet koz. Jeden ze sedláků provozoval šenk. Zemědělství bylo dominantním hospodářským odvětvím a z poloviny osmnáctého století pochází zmínka o pěstování chmele. Až do začátku dvacátého století obyvatelé pěstovali dubové remízky. Stromy jednou za osm až deset let pokáceli a z kůry se potom vyrábělo tříslo používané při zpracování kůží. Z poslední čtvrtiny 18. století pochází krátká zmínka o zdejší těžbě kamenečných břidlic. Významná nebyla u Pesvic ani těžba hnědého uhlí. Z poslední třetiny 19. století tu jsou známé pouze dva malé doly Jana a Pavlína.

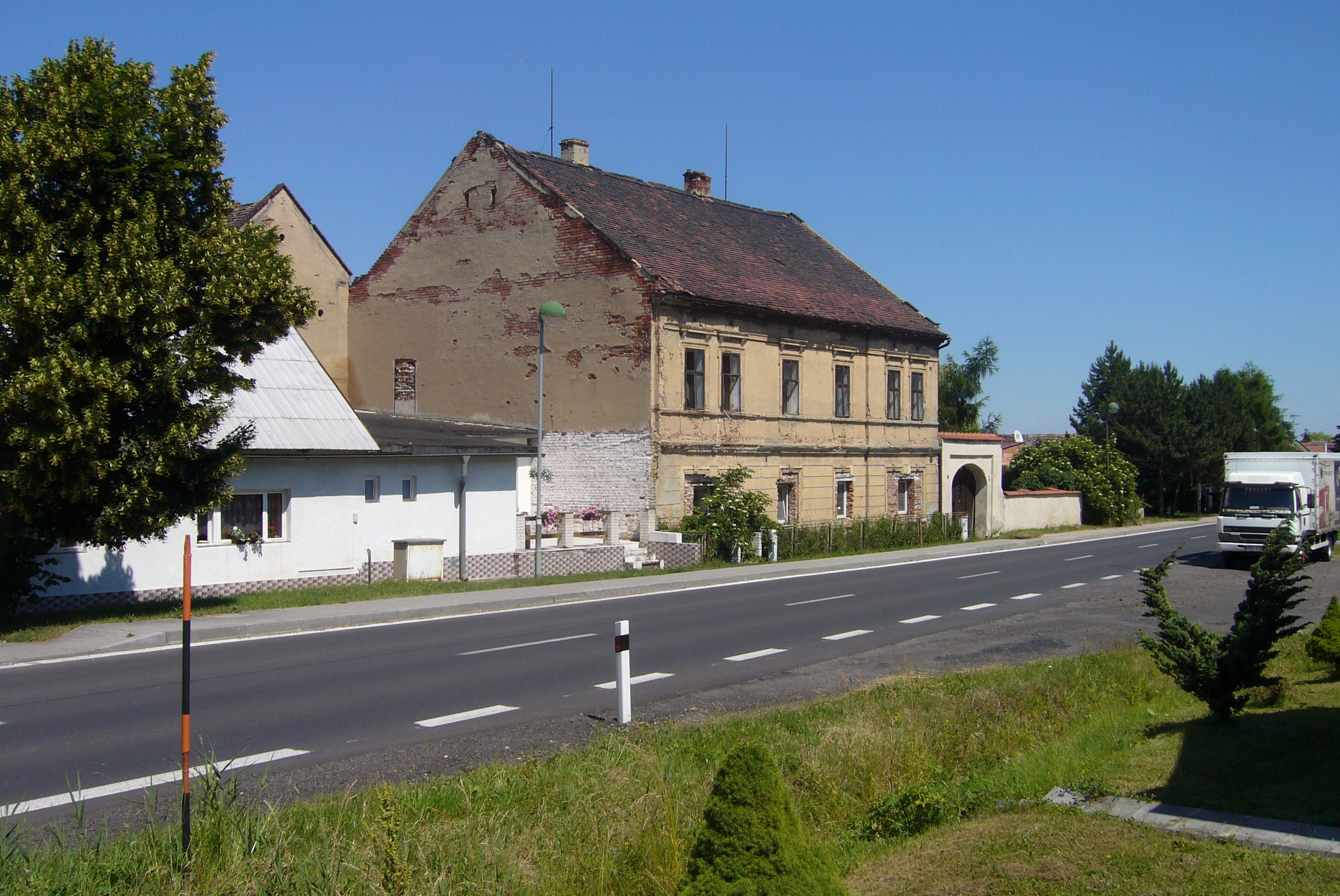
Jeden z domů u silnice

Po první světové válce měřilo pesvické katastrální území 431 hektarů. Vodu lidé čerpali ze dvaceti studní, ale pouze tři obecní studny dokázaly zajistit vodu i v suchých letech. Po roce 1950 ve vesnici vzniklo jednotné zemědělské družstvo a ve stejné době na nedalekém chomutovském letišti přistálo několik sovětských letadel Polikarpov Po-2, která pomáhala práškováním bramborových polí při potlačování mandelinky bramborové. K výraznějšímu rozvoji vesnice došlo až po roce 1990. V průběhu devadesátých let dvacátého století byla postavena kanalizace napojená na všestudskou čistírnu odpadních vod a opravena elektrická rozvodná síť.

## Přírodní poměry
Vesnice leží 4,7 km východně od Chomutova a stejně daleko jihovýchodním směrem od Jirkova ve stejnojmenném katastrálním území s rozlohou 3,84 km². Sousedí s Vrskmaní na severu, Strupčicemi a Všestudy na východě, Údlicemi na jihu a Chomutovem a Otvicemi na západě. Většinu rozlohy katastrálního území tvoří zemědělská půda: 313 hektarů orná půda a patnáct hektarů zahrady, sady a trvalé travní porosty. Lesy porůstají pouze deset hektarů. Zbytek území zabírají zastavěné a ostatní plochy. Koeficient ekologické stability je pouze 0,07, což území řadí mezi oblasti s velkým narušením přírodních struktur a nezbytnými technickými zásahy k nahrazení základních ekologických funkcí krajiny. Ve vesnici pramení Hošnický potok, který je pravostranným přítokem Srpiny.
Geologické podloží Pesvicka je tvořené miocenními písky, štěrky, jíly a podřadně uhelnými slojemi. Celá oblast leží v geomorfologickém celku Mostecká pánev, podcelku Chomutovsko-teplická pánev a okrsku Jirkovská pánev. Nejvyšší bod se nachází západně od vesnice v nadmořské výšce okolo 350 metrů. Z půd převažují černozemě na jihu a pelozemě na severu. Při okrajích katastrálního území se vyskytují také smonice.

## Obyvatelstvo
Při sčítání lidu v roce 1921 zde žilo 364 obyvatel (z toho 189 mužů), z nichž bylo 37 Čechoslováků, 324 Němců a tři cizinci. Kromě dvou evangelíků a dvanácti lidí bez vyznání byli římskými katolíky. Podle sčítání lidu z roku 1930 měla vesnice 374 obyvatel: 83 Čechoslováků a 291 Němců. S výjimkou tří evangelíků, pěti příslušníků církve československé a 29 lidí bez vyznání se hlásili k římskokatolické církvi.
|           | 1869 | 1880 | 1890 | 1900 | 1910 | 1921 | 1930 | 1950 | 1961 | 1970 | 1980 | 1991 | 2001 | 2011 | 2021 |
| --------- | ---- | ---- | ---- | ---- | ---- | ---- | ---- | ---- | ---- | ---- | ---- | ---- | ---- | ---- | ---- |
| Obyvatelé | 223  | 255  | 286  | 271  | 313  | 364  | 374  | 220  | 176  | 145  | 105  | 92   | 104  | 121  | 189  |
| Domy      | 36   | 37   | 41   | 46   | 52   | 49   | 67   | 66   | 50   | 41   | 36   | 46   | 45   | 66   | 71   |

Průměrný věk obyvatel vesnice v prosinci 2015 dosahoval 38,7 roku.

## Obecní správa a politika
Po zrušení poddanství v devatenáctém století se vesnice stala místní částí Všestud, u kterých zůstaly do roku 1890. V období 1900–1950 byly samostatnou obcí a v letech 1961–1990 patřily k Otvicím. Samostatnou obcí se znovu staly 24. listopadu 1990.
Dne 22. května 1938 se konaly volby do obecních zastupitelstev. Z rozdělených 237 hlasů v Pesvicích získaly 158 hlasů Sudetoněmecká strana, 27 hlasů Německá sociální demokracie, Komunistická strana Československa nezískala žádný hlas a 52 hlasů dostaly jiné české strany.

## Doprava
Vesnicí vede silnice druhé třídy II/251 z Jirkova přes Havraň směrem k Postoloprtům. Končí u Bitozevsi, kde se napojuje na silnici II/250. Nejbližší železniční stanicí je Jirkov zastávka vzdálená 3,5 kilometru. Přímo ve středu vesnice stojí zastávka autobusové linkové dopravy.
Asi jeden kilometr severozápadně od vesnice se nachází letiště Chomutov. Vzniklo jako provizorní vojenské letiště v říjnu 1938. Během druhé světové války ho využívala vojenská letadla a po jejím skončení se zde školili začínající piloti.

## Společnost

### Školství
Pesvické děti chodily do školy ve Všestudech. Ve vesnici však v roce 1926 vznikla česká škola a navštěvovaly ji také děti z Všestud a Okořína. Během druhé světové války byla uzavřena, ale po jejím skončení obnovena jako jednotřídka s osmnácti žáky. V roce 2014 ve vesnici žádné školské zařízení nebylo.

### Kultura
Ve vesnici funguje veřejná knihovna.

## Pamětihodnosti
Na návsi stávala kaple Panny Marie (podle jiných zdrojů byla zasvěcena svatému Josefovi) postavená v první polovině devatenáctého století. Měla obdélný půdorys s trojbokým presbytářem a fasády členěné slepými pilastrovými arkádami. Nad průčelním štítem byla sanktusová vížka. Uvnitř býval pozdně barokní oltář se sochou Madony a obrazem svatého Josefa. Zbořena byla v šedesátých letech dvacátého století. U Míšeňské silnice stávala poblíž zaniklého hostince Buschenpelz (Pošumpelec) gotická boží muka, která byla přemístěna do lapidária Oblastního muzea v Chomutově.